# 安井友梨
安井友梨（やすい ゆり、1984年1月13日 - ）は、日本の元銀行員、タレント、ビキニ・フィットネスアスリート。愛知県出身。

## 人物
愛知県立松蔭高等学校を経て、椙山女学園大学文化情報学部卒業。30歳のころ、ダイエットを始めた際にビキニ・フィットネスに出会い、本格的にトレーニングに取り掛かり10か月目で日本チャンピオンに、35歳でアジアチャンピオンの座を射止める。
2022年、芸能事務所・セント・フォースのスポーツ・文化人セクション「セント・フォースZONE」のメンバーの一員としてマネジメント契約を結ぶ。
大のおはぎ好きでも知られ、特にオフ期（大会後の期間）には、全国各地のおはぎを片っ端から取り寄せたり、旅行先で「おはぎツアー」を敢行するなどして1日40個程は食べるという。これまでに食べてきたおはぎは少なく見積もっても1200個、毎日平均して2〜3個は食べ、1年365日おはぎを欠かすことはないという。
かつてはオーストラリア・ニュージーランド銀行名古屋支店から東京支店（東京都千代田区丸の内）に転勤して勤務していたが、2022年12月末を持って、同行が日本での個人向け業務を終了し、同部門を閉鎖することになったため、2023年1月末付で退社した。
2023年8月、スポーツ功労者顕彰等に係る文部科学大臣顕彰が東京都内で行われ、日本ボディビル・フィットネス連盟（JBBF）の選手の中から安井を含む13人が受賞した。

## 優勝歴
いずれもビキニ・フィットネスでのコンテストにて
- JBBF オールジャパンフィットネスチャンピオンシップス 2016-2023年に8連覇[11][12]
- JBBF フィットネスジャパングランドチャンピオンシップス 2020-2023年に4連覇[12][13]
- アーノルド・クラシック・ヨーロッパ2023で年齢別、身長別、無差別級の3冠[12]
- IFBB 世界フィットネス＆ボディビル選手権 2023年に172センチ以下級で優勝[14]

## テレビ出演歴
- NHK総合テレビジョン「みんなで筋肉体操」
- TBSテレビ「バース・デイ」
- TBSテレビ「マツコの知らない世界」
- MBSテレビ「情熱大陸」
- テレビ東京「開運!なんでも鑑定団」 2023年12月19日 ゲスト

など多数